# John Weider
Pour les articles homonymes, voir Weider.
John Weider est un guitariste, bassiste et violoniste de rock britannique né le 21 avril 1947 à dans le quartier de Shepherd's Bush à Londres (Angleterre). Il est en particulier connu comme bassiste du groupe progressif Family de 1969 jusqu'à 1971.

## Biographie

### Les débuts
Avant de rejoindre Family, Weider était déjà expérimenté. Il avait déjà joué avec le légendaire Steve Marriott au sein des pré-Small Faces (Steve Marriott and the Moments). Il avait ensuite remplacé Mick Green comme guitariste des Johnny Kidd and the Pirates.
En 1966 Eric Burdon, leader des Animals, rassemble une nouvelle équipe (Eric Burdon and the New Animals). Burdon engage John Weider à la guitare. Le premier album du groupe sort en 1967 : Winds of Change. Le style blues devient plus psychédélique. Weider reste avec le groupe jusqu'en 1968, enregistrant The Twain Shall Meet Every one of us et Love Is, auquel participe le futur guitariste de The Police Andy Summers.
En 1969, Weider participe en Californie au groupe Stonehenge quand Ric Grech quitte brusquement Family durant leur première tournée américaine. Il intègre Family dès que Ric Grech s'éclipse pour intégrer le super-groupe Blind Faith.

### Family
Weider est le remplaçant idéal de Grech. Comme Grech, il est bassiste mais aussi un excellent violoniste, et la plupart des chansons de Family incorporent alors des arrangements au violon. Le simple No Mule's Fool, premier simple de Family avec Weider, oriente le groupe dans une direction country-rock.
Weider apparaît sur les deux albums de Family au début des années 70 (A Song For Me et Anyway). La face live du disque Anyway permet d'entendre ses solos de violon comme une valse jouée au même instrument.
Durant cette période le simple Today, coécrit par Weider, Chapman, et Whitney, permet d'entendre Weider à la slide-guitar inspiré par le jeu de George Harrison.

### Après Family
Weider quitte Family à l'été 1971. Bien qu'il ait remplacé Ric Grech comme bassiste de Family, il restait fondamentalement un guitariste… et voulait le rester. Il rejoint alors Stud, un groupe qui comprenait le guitariste-bassiste Jim Cregan (futur-Family en 1972).
Après la dissolution de Stud, Weider sort son premier album solo en 1976. Ses albums récents sont plus influencés par le New Age que par le folk, le rock, ou le style country.

## Autres albums
- John Weider (1976)
- Inervals In Sunlight (1987)
- Essence (1989)
- Ancients Weep (1990)

## Référence
- (en) Cet article est partiellement ou en totalité issu de l’article de Wikipédia en anglais intitulé « John Weider » (voir la liste des auteurs).